# Gaspar de Crayer

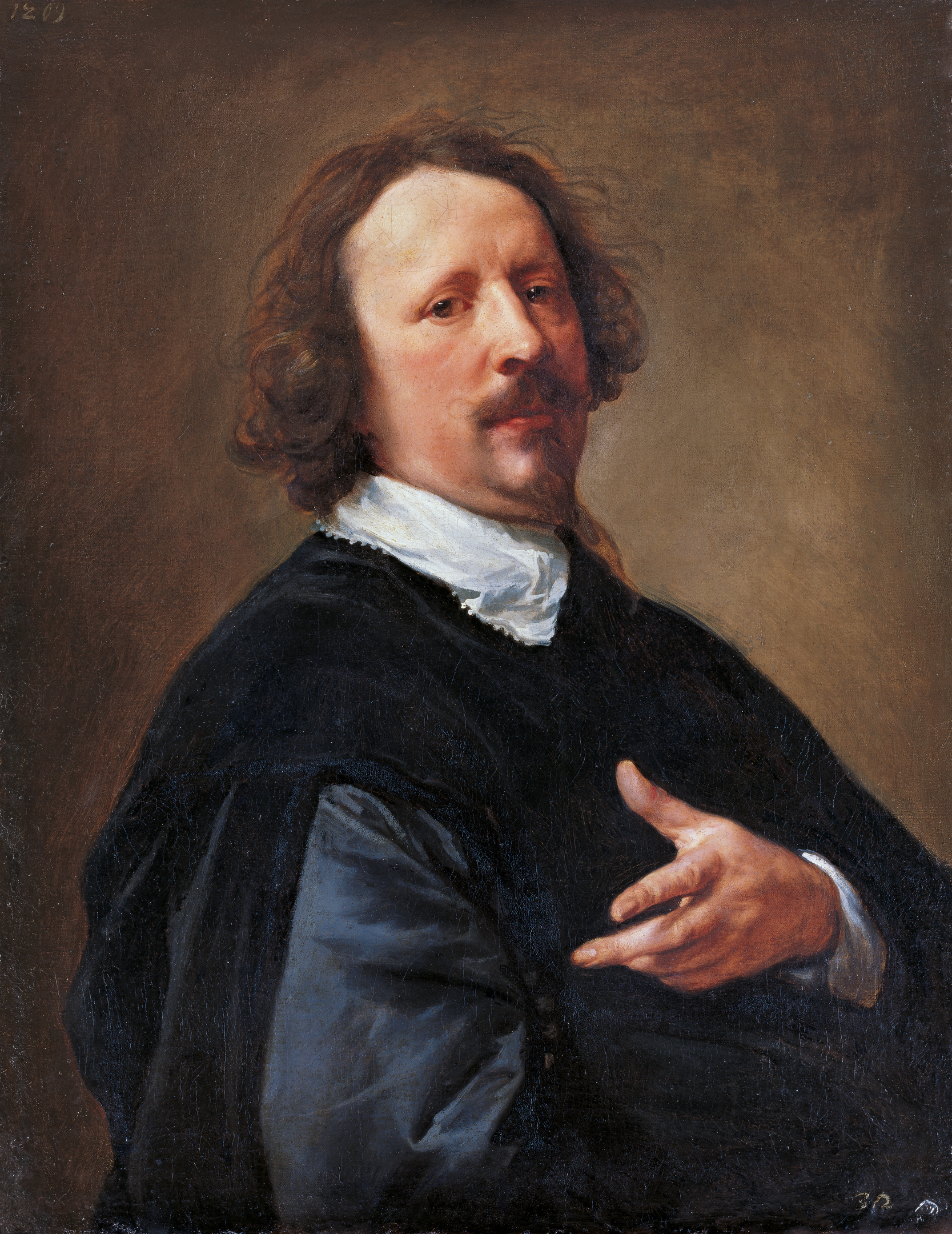
Gaspar de Crayer, målad av Anthony van Dyck, 1630.

Gaspar de Crayer, född 18 november 1584, död 27 januari 1669, var en flamländsk målare.

Gaspar de Crayer - Anna av Tyrolen.

Crayer var lärjunge till Michiel Coxie och tog senare livligt intryck av Peter Paul Rubens kompositions- och målningssätt. Han blev också en typisk representant för barocken under motreformationens tid. Crayer skapade mestadels stora andaktsbilder för belgiska kyrkor. En av hans målningar finns på Ateneum i Helsingfors, en på Kunstmuseet i Köpenhamn. På Nationalmuseum finns ett porträtt av Anna av Tyrolen, målat av Crayer och han är representerad vid bland annat Göteborgs konstmuseum.